# Dericorys yemenita
Dericorys yemenita är en insektsart som beskrevs av Sigfrid Ingrisch 1999. Dericorys yemenita ingår i släktet Dericorys och familjen Dericorythidae. Inga underarter finns listade i Catalogue of Life.